# Chlorogomphus suzukii
Chlorogomphus suzukii är en trollsländeart som beskrevs av Mamoru Oguma 1926. Chlorogomphus suzukii ingår i släktet Chlorogomphus och familjen kungstrollsländor. Inga underarter finns listade i Catalogue of Life.